# Smithville (Texas)
Smithville is een plaats (city) in de Amerikaanse staat Texas, en valt bestuurlijk gezien onder Bastrop County.

## Demografie
Bij de volkstelling in 2000 werd het aantal inwoners vastgesteld op 3901.
In 2006 is het aantal inwoners door het United States Census Bureau geschat op 4447, een stijging van 546 (14.0%).

## Geografie
Volgens het United States Census Bureau beslaat de plaats een oppervlakte van
9,2 km², waarvan 9,1 km² land en 0,1 km² water. Smithville ligt op ongeveer 106 m boven zeeniveau.

## Plaatsen in de nabije omgeving
De onderstaande figuur toont nabijgelegen plaatsen in een straal van 32 km rond Smithville.

## Geboren
- Sonny Rhodes (1940-2021), bluesmuzikant